# Rhaphidophora megaphylla
Rhaphidophora megaphylla là một loài thực vật có hoa trong họ Ráy (Araceae). Loài này được H.Li miêu tả khoa học đầu tiên năm 1977.